# 3 (píseň)
3 je píseň z druhého alba největších hitů Britney Spears The Singles Collection. Song byl vydán roku 2009 pod vydavatelem Jive Records. Píseň debutovala na prvním místě Billboard Hot 100, což z ní dělá v pořadí třetí píseň Britney na vrcholu této hitparády.
3 získala dvě platinové desky. V písni Spears poukazuje na sex s dvěma muži a že sex ve dvou není tak lákavý. Mnoho kritiků[kdo?] označuje tuto píseň jako klasickou Britney.

## Hitparáda
| Země           | Umístění |
| -------------- | -------- |
| Austrálie      | 6        |
| Česko          | 10       |
| Kanada         | 1        |
| USA            | 1        |
| Velká Británie | 7        |
| Německo        | 18       |